# Christine Botlogetswe
Christine Botlogetswe (Botsuana, 1 de octubre de 1995) es una atleta botsuanesa, especialista en la prueba de 400 m, en la que logró ser subcampeona africana en 2018

## Carrera deportiva
En el Campeonato Africano de Atletismo de 2018 celebrado en Asaba (Nigeria) ganó la medalla de plata en los 400 metros, con un tiempo de 51.19 segundos, tras la sudafricana Caster Semenya (oro con 49.96 segundos, récord nacional) y por delante de la nigeriana Yinka Ajayi (bronce con 51.34 segundos).